# کاپیتان خارق‌العاده (فیلم)
کاپیتان خارق‌العاده (انگلیسی: Captain Fantastic) فیلمی در ژانر کمدی-درام به نویسندگی و کارگردانی مت راس است که در سال ۲۰۱۶ به روی پرده رفت. از بازیگران آن می‌توان به ویگو مورتنسن اشاره کرد. فیلم حالات و کیفیّات زندگی خانواده‌ای با عقاید خاصّ فکری و فلسفی را به تصویر می‌کشد که به ناچار، بعد از یک دهه زیستن در انزوا، میان جنگل‌های شمال غربی اقیانوس آرام، به محیط اجتماع بازمی‌گردند.

## خلاصه داستان
خانواده‌ای با داشتن ۶ فرزند که در جنگل زندگی می‌کنند بعد از خودکشی مادرشان برای رفتن به مراسم خاکسپاری با چالش‌های زیادی برای ارتباط با دیگران در اجتماع مواجه می‌شوند و…